# Spinningfields
 (décembre 2023).
Si vous disposez d'ouvrages ou d'articles de référence ou si vous connaissez des sites web de qualité traitant du thème abordé ici, merci de compléter l'article en donnant les références utiles à sa vérifiabilité et en les liant à la section « Notes et références ».

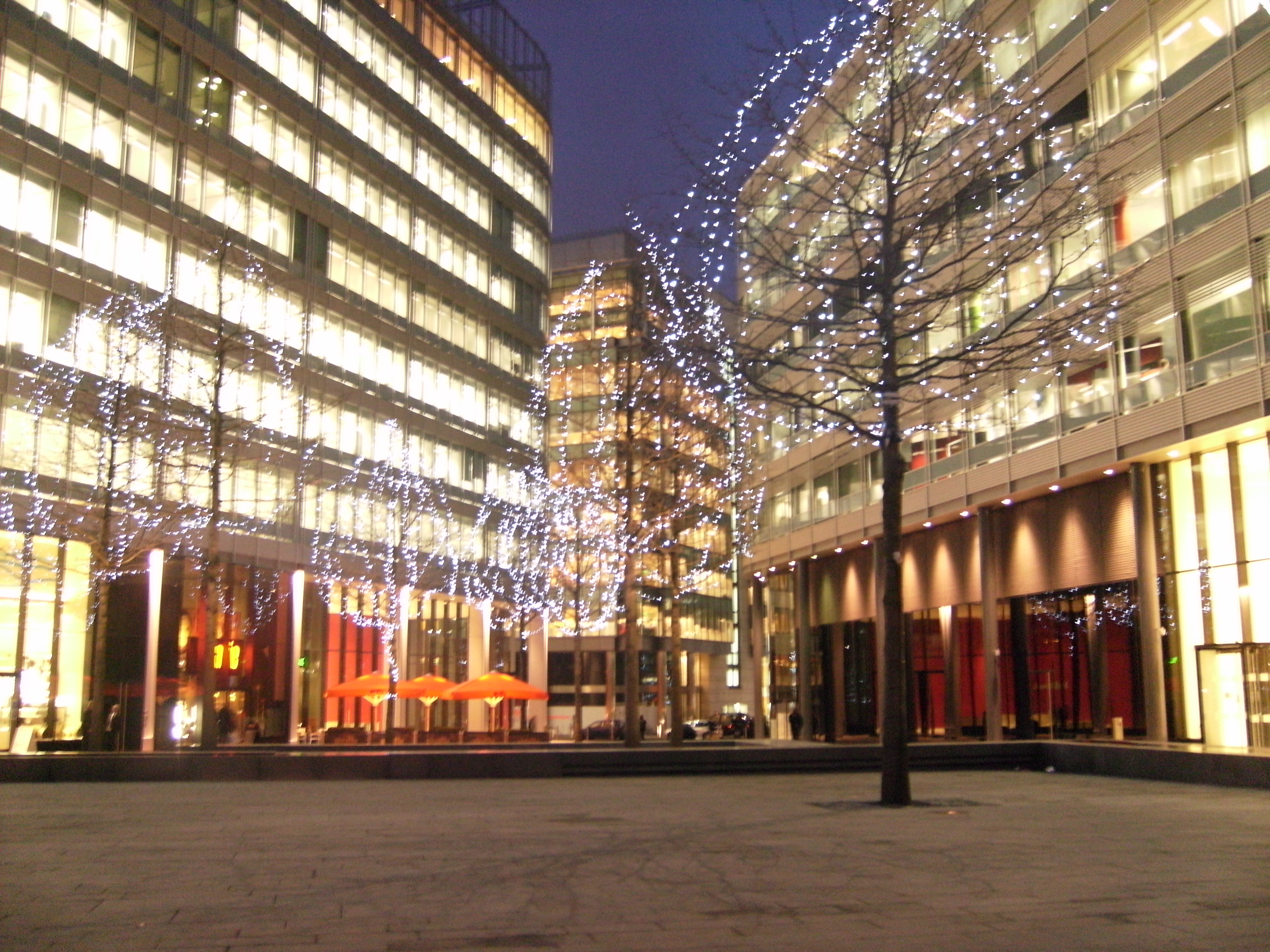
Hardman Square à Spinningfields

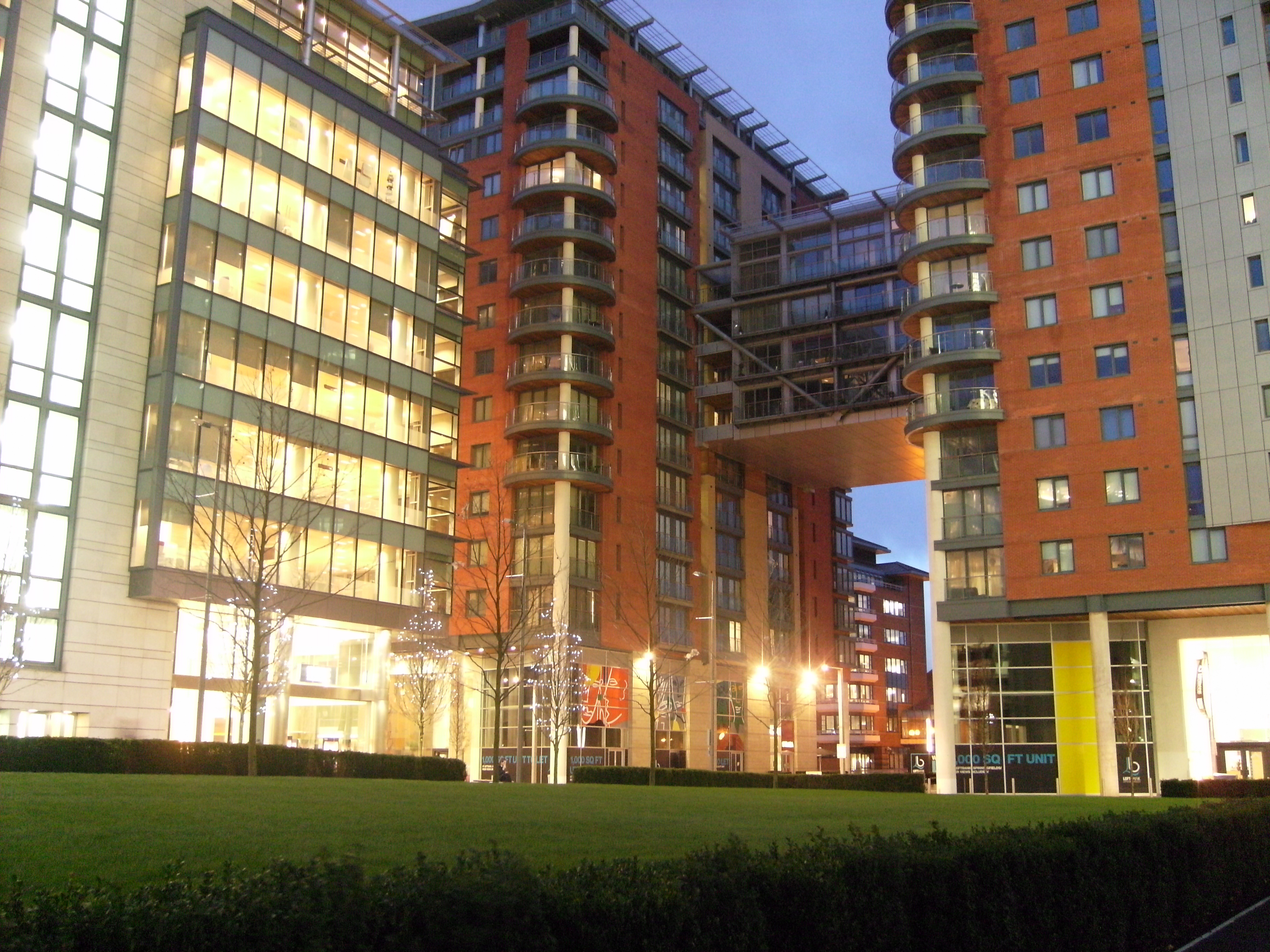
Le Hardman Boulevard

Spinningfields est une zone de la ville de Manchester qui connaît un fort développement économique au début du XXIe siècle. Le complexe de Spinningfields a été imaginé par Allied London Properties, une entreprise de développement et d'investissement basée à Londres. Il est situé entre la rue principale Deansgate et le fleuve Irwell. Elle doit son nom à une petite rue étroite qui passait autrefois à l'ouest de Deansgate ; en 1968 Spinningfield et les buildings situés juste au sud deviennent Spinningfield Square, une aire pavée ouverte avec une statue appelée « Liberté de la presse ». La bibliothèque John Rylands était au nord de cette aire pavée.  
Toutefois, à la suite de la crise financière qui frappe le pays entre 2007 et 2010, les ambitieux projets d'Allied London sont revus à la baisse. La société trouve tout de même un accord avec le Manchester City Council, qui acquiert différentes parcelles de terrains dans la zone concernée et permet de sauver le projet.